# Ronald Isley
Ronald Isley, född 21 maj 1941 i Cincinnati, Ohio, är en amerikansk sångare och låtskrivare. 
Ronald var den tredje i en syskonskara på sex bröder. Tillsammans med sina bröder var han med och bildade The Isley Brothers 1954, en grupp han lett sedan dess, fast från slutet av 1980-talet och senare år mer som ett soloprojekt tillsammans med Ernie Isley. 1989 spelade han tillsammans med Rod Stewart in en duettversion av The Isley Brothers gamla hit "This Old Heart of Mine (Is Weak for You)". Låten blev tia på Billboard-listan. 2006 dömdes Isley för skattebrott och avtjänade fängelsestraff i olika former fram till 2010. Sitt första album som soloartist, Mr. I släpptes 2010. Hans andra soloalbum This Song Is for You släpptes 2013.